# Karl Kajetan von Gaisruck
Il conte Karl Kajetan von Gaisruck (in italiano: Carlo Gaetano di Gaisruck; Klagenfurt, 7 agosto 1769 – Milano, 19 novembre 1846) è stato un cardinale e arcivescovo cattolico austriaco.

## Biografia

### I primi anni e l'inizio della carriera ecclesiastica
Nacque a Klagenfurt il 7 agosto 1769, figlio del conte Johann Jakob, governatore dell'Alta Galizia, e di Maria Franciska Anna Antonia Walburga de' Valvassori, una nobildonna tirolese di origini milanesi.
Compì i propri studi a Passavia, a Salisburgo e al Collegium Germanicum di Roma. Avviato alla carriera ecclesiastica, ricevette la cresima il 10 settembre 1780 e gli ordini minori il 14 agosto 1788, il suddiaconato il 26 dicembre 1795 e il diaconato il 23 dicembre 1797. Ricevette quindi il dottorato in arti liberali e filosofia dall'Università di Salisburgo. Nel settembre del 1788 venne anche eletto canonico della cattedrale di Passavia e nel 1800 venne ordinato sacerdote.
L'anno successivo divenne vescovo ausiliare di Passavia, ottenendo il titolo di vescovo titolare di Derbe. Venne consacrato vescovo il 23 agosto 1801 dall'ultimo principe-vescovo di Passau, Leopold Leonhard Raymund von Thun und Hohenstein. Dopo la secolarizzazione del vescovato di Passau nel 1803, il Gaisruck dovette lasciare la città e prestò servizio come parroco nella diocesi di Linz sino alla propria nomina a più alti incarichi.

### La nomina alla sede di Milano

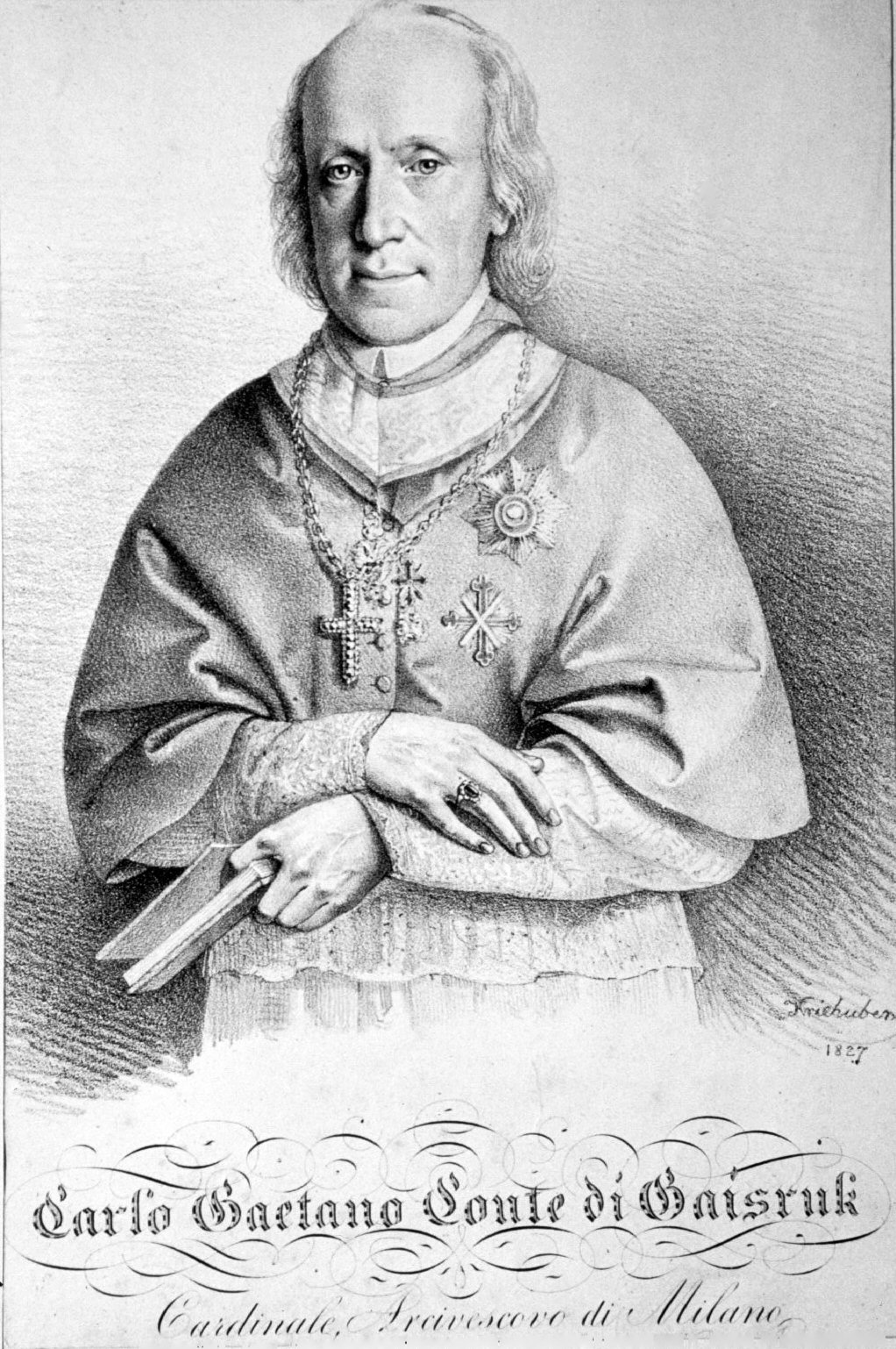
Karl Kajetan von Gaisruck in una litografia del 1827

In Italia, intanto, la situazione era divenuta sempre più difficile durante gli anni del dominio napoleonico che avevano portato il Milanese alla Francia del Bonaparte. Dopo la sconfitta di Napoleone nel 1815, il Congresso di Vienna assegnò l'ex ducato di Milano all'imperatore Francesco II d'Asburgo-Lorena, che lo unì a Venezia per formare il Regno Lombardo-Veneto. Intenzionato a poter contare su persone di sua fiducia da porre sulle varie cattedre episcopali dei suoi nuovi domini, il 1º marzo 1816 Francesco II nominò l'austriaco Gaisruck al titolo di arcivescovo di Milano, senza un accordo preventivo con papa Pio VII. Ci vollero due anni di negoziati con Roma per permettere infine il suo insediamento alla sede episcopale di Sant'Ambrogio, ed infine il 16 marzo 1818 il papa diede il proprio assenso alla nomina e il Gaisruck divenne arcivescovo di Milano. Papa Leone XII lo elevò al rango di cardinale nel concistoro del 27 settembre 1824; nel 1829 gli fu conferito il titolo presbiterale di San Marco.
Durante la sua reggenza della sede episcopale milanese, venne nominato Consigliere Intimo dell'Imperatore nonché membro onorario dell'Imperial Regio istituto di scienze, arti e lettere di Milano. Incontrò ad ogni modo non poche difficoltà essenzialmente per le riforme anticlericali intraprese prima dall'imperatore austriaco Giuseppe II e poi dallo stesso Napoleone che richiesero al Gaisruck non pochi sforzi per la riforma del clero: prese informazioni su tutti i sacerdoti ed i benefici nella diocesi, assegnando quelli liberi sulla base di esami competitivi di merito, espellendo dalla diocesi i sacerdoti illetterati stranieri (in particolare quelli provenienti dalla Corsica), chiese al governo austriaco di aprire un penitenziario per sacerdoti (presso San Clemente, a Venezia), e riaprì i seminari. Gaisruck, dal canto suo, non era italiano e governò pertanto la diocesi in pieno consenso grazie all'appoggio di un consiglio composto da venti sacerdoti diocesani di origine italiana.

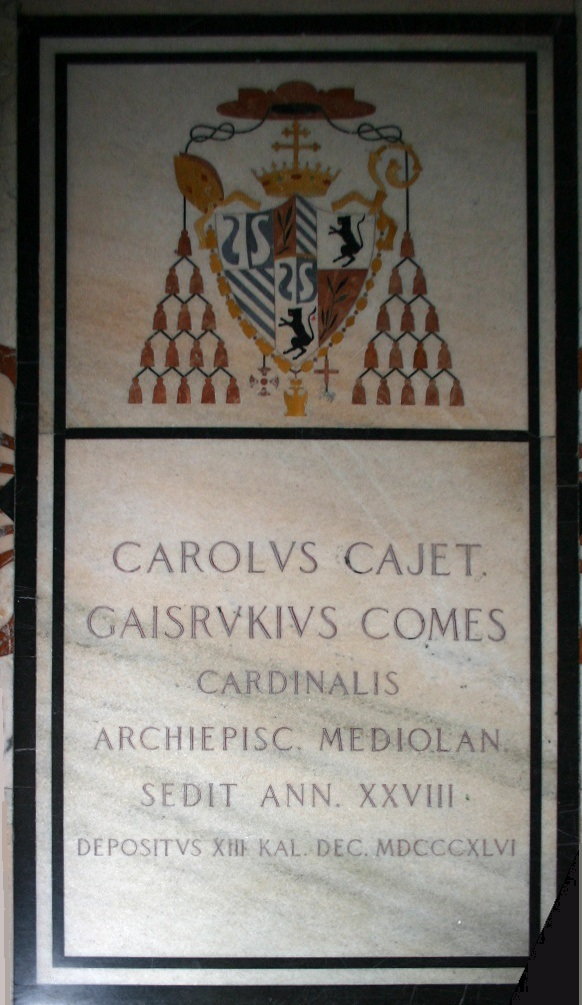
La tomba del cardinale Gaisruck nel Duomo di Milano, nella navata di destra.

Gaisruck aveva una predilezione per il clero secolare regolarmente formato nei seminari diocesani. Il suo approccio agli ordini religiosi regolari era invece complesso: egli non permise a gesuiti, domenicani e cappuccini di fare ritorno a Milano, ma permise ad esempio ai barnabiti ed ai somaschi di condurre attività di assistenza ed educazione. Tra le congregazioni femminili, egli permise la ricostituzione delle ambrosiane del Sacro Monte e delle Orsoline nel 1844.
Nel 1841 fondò il giornale L'amico cattolico per promuovere ed aggiornare il popolo sulle informazioni religiose. La politica di Gaisruck, comunque, non venne da alcuni apprezzata al punto che venne accusato presso papa Gregorio XVI da un gruppo di sacerdoti anonimi di giansenismo e di non essere sufficientemente devoto a Roma. Lo stesso papa scrisse al Gaisruck una lettera di risentimenti per l'edizione del Breviario Ambrosiano da lui voluta nel 1844, ma l'arcivescovo di Milano rigettò sempre tutte le accuse rivoltegli.
Al conclave del 1846 avrebbe dovuto rappresentare l'imperatore d'Austria contro l'elezione del cardinale Mastai-Ferretti, ma giunse troppo tardi; il cardinale venne eletto con il nome di Pio IX.
Morì a Milano il 19 novembre 1846 all'età di 77 anni, lasciando tutti i suoi beni all'arcidiocesi di Milano e venne sepolto all'interno della cattedrale cittadina.
Anche se Gaisruck fu una persona molto pia ed un pastore vigoroso, la sua nazionalità e la sua idea della chiesa legata indissolubilmente alle sorti dell'Impero austriaco non lo resero mai popolare presso i milanesi, in particolar modo negli ultimi anni della sua reggenza, in un periodo già contraddistinto dai primi sentori per l'unità d'Italia.

## Genealogia episcopale e successione apostolica
La genealogia episcopale è:
- Cardinale Guillaume d'Estouteville, O.S.B.Clun.
- Papa Sisto IV
- Papa Giulio II
- Cardinale Raffaele Sansone Riario
- Papa Leone X
- Papa Paolo III
- Cardinale Francesco Pisani
- Cardinale Alfonso Gesualdo
- Papa Clemente VIII
- Cardinale Pietro Aldobrandini
- Cardinale Laudivio Zacchia
- Cardinale Antonio Barberini, O.F.M.Cap.
- Cardinale Marcantonio Franciotti
- Papa Innocenzo XII
- Cardinale Leopold Karl von Kollonitsch-ipót
- Cardinale Johann Philipp von Lamberg
- Arcivescovo Franz Anton von Harrach-Rorau
- Arcivescovo Leopold Anton von Firmian
- Arcivescovo Leopold Ernst von Firmian
- Arcivescovo Joseph Adam von Arco
- Vescovo Leopold Leonhard Raymund von Thun und Hohenstein
- Cardinale Karl Kajetan von Gaisruck

La successione apostolica è:
- Vescovo Alessandro Maria Pagani (1819)
- Vescovo Pietro Mola (1821)
- Vescovo Giambattista Castelnuovo (1821)
- Vescovo Giuseppe Sanguettola (1835)

## Araldica
| Stemma | Descrizione                                                                       | Blasonatura |
|        | Karl Kajetan von Gaisruck Cardinale presbitero di San Marco Arcivescovo di Milano | ... Lo scudo, accollato a una croce astile patriarcale d'oro, posta in palo, è timbrato da un cappello con cordoni e nappe di rosso. Le nappe, in numero di trenta, sono disposte quindici per parte, in cinque ordini di 1, 2, 3, 4, 5. |

## Albero genealogico
|                                                         |                                                        |                                                      | Genitori                                                             |  |  | Nonni |  |  | Bisnonni                                           |  |  | Trisnonni                                       |  |
|                                                         |                                                        |                                                      |                                                                      |  |  |       |  |  | Sigismund Ludwig von Gaisruck, I conte di Gaisruck |  |  | Johann Georg von Gaisruck, I barone di Gaisruck |  |
|                                                         |                                                        |                                                      |                                                                      |  |  |       |  |  | Sigismund Ludwig von Gaisruck, I conte di Gaisruck |  |  | Johann Georg von Gaisruck, I barone di Gaisruck |  |
|                                                         |                                                        | Rosina Benigna von Dietrichstein                     |                                                                      |  |  |       |  |  | Sigismund Ludwig von Gaisruck, I conte di Gaisruck |  |  |                                                 |  |
| Karl Joseph von Gaisruck, II conte di Gaisruck          |                                                        |                                                      |                                                                      |  |  |       |  |  | Sigismund Ludwig von Gaisruck, I conte di Gaisruck |  |  |                                                 |  |
|                                                         |                                                        | Regina Felicistas von Gaisruck                       | Wolfgang Sigismund von Gaisruck                                      |  |  |       |  |  |                                                    |  |  |                                                 |  |
|                                                         |                                                        | Regina Felicistas von Gaisruck                       | Wolfgang Sigismund von Gaisruck                                      |  |  |       |  |  |                                                    |  |  |                                                 |  |
|                                                         |                                                        | Regina Felicistas von Gaisruck                       | Anna Felicitas von Staudach                                          |  |  |       |  |  |                                                    |  |  |                                                 |  |
| Johann Jakob von Gaisruck, III conte di Gaisruck        |                                                        | Regina Felicistas von Gaisruck                       |                                                                      |  |  |       |  |  |                                                    |  |  |                                                 |  |
|                                                         |                                                        | Dietrich von Auersperg, conte di Auersperg           | Herward von Auersperg, conte di Auersperg                            |  |  |       |  |  |                                                    |  |  |                                                 |  |
|                                                         |                                                        | Dietrich von Auersperg, conte di Auersperg           | Herward von Auersperg, conte di Auersperg                            |  |  |       |  |  |                                                    |  |  |                                                 |  |
|                                                         |                                                        | Dietrich von Auersperg, conte di Auersperg           | Anna Elisabeth von Moscon                                            |  |  |       |  |  |                                                    |  |  |                                                 |  |
| Johanna Christine von Auersperg                         |                                                        | Dietrich von Auersperg, conte di Auersperg           |                                                                      |  |  |       |  |  |                                                    |  |  |                                                 |  |
|                                                         |                                                        | Johanna Leopolda Barbo von Waxenstein                | Maximilian Valerius Barbo von Waxenstein, conte Barbo von Waxenstein |  |  |       |  |  |                                                    |  |  |                                                 |  |
|                                                         |                                                        | Johanna Leopolda Barbo von Waxenstein                | Maximilian Valerius Barbo von Waxenstein, conte Barbo von Waxenstein |  |  |       |  |  |                                                    |  |  |                                                 |  |
|                                                         |                                                        | Johanna Leopolda Barbo von Waxenstein                | Anna Maria Christina Brenner von und zu Gravenegg                    |  |  |       |  |  |                                                    |  |  |                                                 |  |
| Karl Kajetan von Gaisruck                               |                                                        | Johanna Leopolda Barbo von Waxenstein                |                                                                      |  |  |       |  |  |                                                    |  |  |                                                 |  |
|                                                         | Johann Karl von Valvasor, barone von Valvasor-Gallenec | …                                                    |                                                                      |  |  |       |  |  |                                                    |  |  |                                                 |  |
|                                                         | Johann Karl von Valvasor, barone von Valvasor-Gallenec | …                                                    |                                                                      |  |  |       |  |  |                                                    |  |  |                                                 |  |
|                                                         | Johann Karl von Valvasor, barone von Valvasor-Gallenec | …                                                    |                                                                      |  |  |       |  |  |                                                    |  |  |                                                 |  |
| Karl Joseph von Valvasor, barone von Valvasor-Galleneck | Johann Karl von Valvasor, barone von Valvasor-Gallenec |                                                      |                                                                      |  |  |       |  |  |                                                    |  |  |                                                 |  |
|                                                         |                                                        | Maria Elisabeth von Auersperg                        | Wolfgang Engelbert von Auersperg, conte di Auersperg                 |  |  |       |  |  |                                                    |  |  |                                                 |  |
|                                                         |                                                        | Maria Elisabeth von Auersperg                        | Wolfgang Engelbert von Auersperg, conte di Auersperg                 |  |  |       |  |  |                                                    |  |  |                                                 |  |
|                                                         |                                                        | Maria Elisabeth von Auersperg                        | Katharina Elisabeth von Trilleck                                     |  |  |       |  |  |                                                    |  |  |                                                 |  |
| Maria Antonia von Valvasor                              |                                                        | Maria Elisabeth von Auersperg                        |                                                                      |  |  |       |  |  |                                                    |  |  |                                                 |  |
|                                                         |                                                        | Johann Philipp von Gabelkhofen, conte di Gabelkhofen | …                                                                    |  |  |       |  |  |                                                    |  |  |                                                 |  |
|                                                         |                                                        | Johann Philipp von Gabelkhofen, conte di Gabelkhofen | …                                                                    |  |  |       |  |  |                                                    |  |  |                                                 |  |
|                                                         |                                                        | Johann Philipp von Gabelkhofen, conte di Gabelkhofen | …                                                                    |  |  |       |  |  |                                                    |  |  |                                                 |  |
| Maria Antonia von Gabelkhofen                           |                                                        | Johann Philipp von Gabelkhofen, conte di Gabelkhofen |                                                                      |  |  |       |  |  |                                                    |  |  |                                                 |  |
|                                                         |                                                        | Maria Antonia Sinnich                                | Georg Konstantin Sinnich, conte Sinnich von Löwenburg                |  |  |       |  |  |                                                    |  |  |                                                 |  |
|                                                         |                                                        | Maria Antonia Sinnich                                | Georg Konstantin Sinnich, conte Sinnich von Löwenburg                |  |  |       |  |  |                                                    |  |  |                                                 |  |
|                                                         |                                                        | Maria Antonia Sinnich                                | Anna Maria Keller von Löwenberg                                      |  |  |       |  |  |                                                    |  |  |                                                 |  |
|                                                         |                                                        | Maria Antonia Sinnich                                |                                                                      |  |  |       |  |  |                                                    |  |  |                                                 |  |